# Petite molécule
 (octobre 2012).
Si vous disposez d'ouvrages ou d'articles de référence ou si vous connaissez des sites web de qualité traitant du thème abordé ici, merci de compléter l'article en donnant les références utiles à sa vérifiabilité et en les liant à la section « Notes et références ».
En biochimie, une petite molécule est un composé organique de faible masse moléculaire qui par définition n'est pas un polymère. En pharmacologie, ce terme est restreint aux molécules qui ont une forte affinité pour des biopolymères tels que des protéines, les acides nucléiques ou les polysaccharides et modifient leur fonction ou leur activité biologique en se liant à eux. On fixe à environ 0,8 kDa la borne supérieure de la masse d'une petite molécule, ce qui correspond à la limite en dessous de laquelle les molécules peuvent diffuser à travers la membrane cellulaire pour atteindre leur cible à l'intérieur de la cellule. Cette limite correspond également au maximum permettant la biodisponibilité orale.
Les petites molécules peuvent avoir une grande variété de fonctions biologiques, être utilisées comme médicaments en médecine, comme instruments de recherche en biologie moléculaire, comme messagers de signalisation cellulaire, comme insecticides en agriculture, etc. Il peut s'agir de composés naturels, tels que des métabolites secondaires, ou de composés synthétiques, tels que les antiviraux, et ils peuvent être bénéfiques, neutres ou nocifs, par exemple tératogènes ou cancérogènes.
Des biopolymères tels que les acides nucléiques, les protéines et les polysaccharides (comme l'amidon ou la cellulose) ne sont pas des petites molécules. Leurs constituants sont en revanche généralement considérés comme tels, respectivement nucléotides, acides aminés et oses. De petits oligomères peuvent également être considérés comme des petites molécules, notamment les dinucléotides, les oligopeptides tels que le glutathion, ou encore les diholosides tels que le saccharose ou le lactose.
En médecine, des petites molécules peuvent être utilisées comme des inhibiteurs de protéines de signalisation dans la thérapeutique ciblée du cancer. 